# SN 2004Z
SN 2004Z – supernowa typu II odkryta 19 lutego 2004 roku w galaktyce M+10-19-85. W momencie odkrycia miała maksymalną jasność 18,50m.